# Taxithelium papillatum
Taxithelium papillatum là một loài rêu trong họ Sematophyllaceae. Loài này được (Harv.) Broth. mô tả khoa học đầu tiên năm 1901.